# Croton-on-Hudson (New York)
Croton-on-Hudson település az Amerikai Egyesült Államok New York államában, Westchester megyében. Lakosainak száma 8327 fő (2020. április 1.).

## Közlekedés
A települést érinti az Amtrak egyik távolsági vasúti járata is, az Empire Service.

## Népesség
A település népességének változása:

| 2010 | 8 070 |
| 2020 | 8 327 |